# 中村拓己
中村 拓己（なかむら たくみ、1981年8月18日 - ）は、日本のスポーツライター。格闘技をメインに取材しており、KrushやK-1の解説、及びK-1プロデューサーを務めた。福岡県久留米市出身。

## 経歴
2003年、慶應大学商学部を卒業後、格闘技WEBマガジン「GBR」編集部に在籍。同編集部でキャリアを積み、2010年からはテレビで新K-1伝説やKrushの解説を務めた。
2012年にはフリーの格闘技ライターになり、2014年からはK-1の解説、パンフレット執筆、『K-STYLES』という公式のフリーマガジンの編集、公式Youtubeチャンネルの番組の司会の仕事なども経験した。
2018年12月17日より宮田に替わってK-1プロデューサーに就任。就任後は2014年からコンセプトにしている「100年続くK-1」のさらなる発展を目指し、K-1アマチュア、KrushEX、Krush、K-1と言ったピラミッド型を確立させ多くの選手をK-1で育成した。
THE MATCH 2022以前は、一部を除く他団体との対抗戦に否定的な見解を示していたが、決定後の記者会見で中村は「いつもは組めない試合を。期待されているのは対抗戦という形。選手はしっかり準備できてます。やるならやるよ、と」答えた。

### K-1×RISE共同発表会見
玖村将史vs鈴木真彦、寧仁太・アリvs實方拓海、斗麗vs安本晴翔の3試合をK'fseta6で行うことを発表した。このうち玖村vs鈴木は実質日本人55kg最強決定戦であった。 

### K-1プロデューサー退任
2023年7月17日に行われた『K-1 WORLD GP 2023〜IN両国国技館〜』をもって退任を発表。翌日7月18日にかつてGLORYの日本支部代表を務めていたカルロス菊田が後任のプロデューサーとして就任した。

## キャッチコピー
格闘技界一・キャッチコピーをつけた男（自称）として格闘技のファンから親しまれている。代表作は武尊の【Natural Born Krusher】、武居由樹の【Greatest Krusher】

## 出演

### テレビ等
- 新K-1伝説

### WEBテレビ等
- RISE STUDIO FINAL
- ONEChampionship解説
- シュートボクシング解説
- FIGHT CLUB解説
- Krush
- K-1WORLDGP
- THEMATCH特別企画